# Tervik

Huvudbyggnaden 1961.

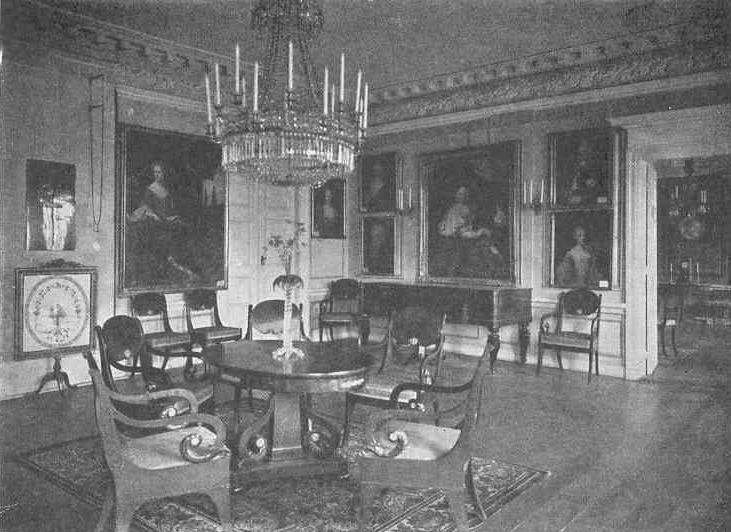
Salen på Tervik.

Tervik är ett gods och tidigare säteri i Pernå i Lovisa kommun i Nyland. Godset Tervik grundades år 1636, huvudbyggnaden stod färdig år 1710 och den renoverades och byggdes om till viss del under 1820-talet. På godset finns en värdefull porträttsamling, Finlands näst största privata, som omfattar arbeten av bl.a. Ehrenstrahl, David von Krafft, Albert Edelfelt och Gunnar Berndtsson. Den är en av landets äldsta herrgårdsbyggnader av trä, färdigbyggd 1736 och bebodd sedan dess. Godset är en väsentlig del av kulturlandskapet och dem kulturhistoriskt viktiga herrgårdarna kring Pernåviken. Tervik har Finlands längsta ekallé. Den är åttahundra meter lång.

## Historik

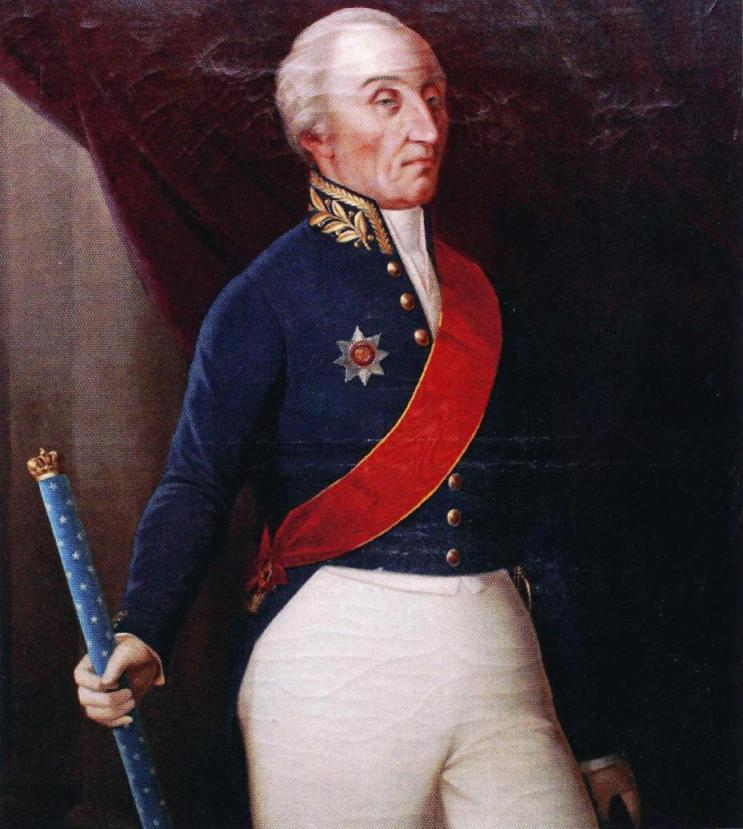
Greve Robert Wilhelm De Geer af Tervik (1750-1820).

Godset grundades 1636, då John Lighton, sjunde baron av Ullishaven, erhöll fyra hemman i byn; hans änka fullföljde planerna på en sätesgård. Egendomen har sedan dess gått i arv inom ätterna Muhl (1693-1759), De Geer (1759-1855) och Ehrnrooth (från 1855).
Herrgårdsbyggnadens stomme härstammar från år 1736. När Terviks ägare Otto Wilhelm De Geer af Tervik upphöjdes till friherre 1766, lade han till Tervik i namnet. I slutet av 1810-talet beställde lantmarskalk och greve Robert Wilhelm De Geer ritningar av Carl Ludvig Engel till en ombyggnad av godset. Ombyggnaden berörde framför allt byggnadens yttre, och därtill utvidgades centralbyggnaden genom låga flyglar vid gavlarna. Inredningen ”moderniserades” genom pardörrar och dekorativa lister i empirestil. Ändringen gällde inte rumsindelningen eller de mittersta rummens helpaneler som är från byggnadsskedet på 1700-talet. Engels plan ändrades av Anders Fredrik Granstedt och förverkligades under 1820-talet. I början av 1860-talet påbyggdes huset med en våning och dekorerades med ett stort antal listarbeten enligt ritningar av Carl Albert Edelfelt. Exteriören återställdes i empirestilens anda enligt ritningar som gjorts av Carl Frankenhaeuser år 1926. Fankenhaeuser förenade den nya brädfodringen med Engels portal och fönsterinramningar.